# 希臘的安娜-瑪麗王后
安娜-瑪麗·达玛尔·英格麗德（丹麥語：Anne-Marie Dagmar Ingrid，羅馬化：Ánna-María，發音：[ana maˈria]；1946年8月30日—），生于阿马林堡宫，為丹麥公主，前任丹麥女王瑪格麗特二世的小妹，于1964年9月18日嫁予前希臘国王康斯坦丁二世，成為希臘王后，兩人生有五个子女。1967年因軍事政變，舉家先後流亡意大利和英國。後丈夫正式被廢黜，她在希臘亦失去王后的身分，但仍是丹麥公主，她的子女亦為希臘和丹麥的王子和公主。2013年跟隨丈夫回希臘長居。

## 榮譽
- 丹麦  大象勳章騎士 (Knight Grand Cross with Collar of the Order of the Elephant)
  -  丹麥國旗勳章大司令級 (Grand Commander of the Order of the Dannebrog)
- 希臘  救世主勳章大十字級 (Knight Grand Cross of the Order of the Redeemer)

#### 其他榮譽
- 伊朗帝國 波斯帝國成立2500周年慶典紀念章 (Recipient of the Commemorative Medal of the 2,500 year celebration of the Persian Empire)